# 柳咲恵
柳 咲恵（やなぎ さきえ、1985年3月24日 - ）は、岩手県を拠点にタレント活動をしている日本のラジオパーソナリティ、実業家。株式会社Willows（ウィローズ）所属・代表。

## 来歴
岩手県北上市出身。岩手県立黒沢尻南高等学校（現・岩手県立北上翔南高等学校）卒業。
高校を卒業後、2003年に岩手めんこいテレビのミニ番組『AWa!』（え〜わ！）でテレビデビュー。以来、岩手のテレビとラジオに出演し続けている。
2009年4月からモデル事務所のSTOCK agency（ストックエージェンシー）に所属。2010年7月に長男を出産し、1児の母になる。
2012年3月、岩手県盛岡市に自らの芸能事務所であるWillowsを開業。同社所属タレント兼代表取締役に就任する。
シンガーソングライターの松本哲也は元夫。

## 出演

### テレビ番組
- AWa!（岩手めんこいテレビ）
- 山・海・漬（岩手めんこいテレビ） - レギュラーリポーター
- IWATOBI（IBC岩手放送）

### ラジオ番組
- 岩手門崎丑 格之進 丑ナビ！（エフエム岩手）
- キララ北上ビューティーRADIO（エフエム岩手）
- イオン盛岡南ショッピングセンター presents Happy My Town（エフエム岩手）
- GOTTA FRIDAY（エフエム岩手） - リポーター
- Do you!?（エフエム岩手） - リポーター
- 週刊ラジログ（エフエム岩手）
- KAWATOKU presents ROCK ON THE FM!（エフエム岩手）
- Saturday ☆ Disco Time（エフエム岩手）
- 教えて！住まいるサン太郎（エフエム岩手）
- 夕刊ラジオ 早出し！（エフエム岩手）
- 夕刊ラジオ（エフエム岩手） - 金曜パーソナリティ兼「保険カフェテリア」のコーナー担当

## 執筆

### 雑誌
- 月刊Vivitto（イー・ジェイプランニング） - 「サッキーの大盛りでお願いします」連載